# Boro (Formule 1)
Boro was een Formule 1-team uit Nederland opgericht eind jaren '70 door de broers Bob en Rody Hoogenboom uit Bovenkerk  (Noord-Holland).

## Geschiedenis
De F1-auto uit 1975, model N175, was oorspronkelijk geconstrueerd door het Ensign-team van Morris 'Mo' Nunn.
Omdat de coureur Ricky Von Opel geen sponsorgeld betaalde, werd Nunn opgezadeld met grote schulden. Zodoende konden de gebroeders Hoogenboom goedkoop de eigendomsrechten van de wagen overnemen. Net zoals voorheen bij Team Ensign kwam er ook sponsoring op de auto van hun eigen bedrijf: HB bewaking en HB Alarmsystemen.
De Nederlander Roelof Wunderink kon in 1975 dankzij deze sponsoring achter het stuur plaatsnemen van de door een Cosworth V8-motor aangedreven Ensign N175. Na een paar races kreeg Wunderink echter een ongeluk tijdens de training voor een Formule 5000-race op het circuit van Zandvoort en werd hij vervangen door Gijs van Lennep, die één WK-punt wist te scoren. Dat lukte hem tijdens de race op de Nürburgring in Duitsland in 1975.
De broers beschuldigden Nunn ervan in de wagen van Wunderink een te oude koppeling te hebben geplaatst, die het ongeluk had veroorzaakt. Ook wilde Nunn de wagens een nieuwe titelsponsor geven, het bedrijf Ricard. Dit was tegen de zin van de broers aangezien hun eigen bedrijf al titelsponsor was. Zo volgden vijf rechtszaken, en de Ensign N175 auto werd vervolgens toegewezen aan HB Bewaking omdat zij de ontwikkeling ervan hadden betaald.
Na dit vonnis was Nunn echter niet bereid de wagens over te dragen aan de broers, ook al hadden zij de eigendomsrechten verkregen en de rekeningen betaald.
Toen de broers met een oplegger de wagens kwamen ophalen in Engeland, kwam het bijna tot een gevecht, Nunn wilde hen te lijf gaan met een ijzeren staaf. De overige teamleden van Ensign hielden het hoofd wel koel en hielden Nunn tegen.
Ook kochten de broers de inboedel op van Embassy Hill, het team van de verongelukte Graham Hill.
Vervolgens lieten ze de wagen in 1976 racen onder de afkortingen van hun eigen voornamen: BoRo. De enige coureur was de Australiër Larry Perkins. Er komt een goed uitgeruste garage in Bovenkerk, bij Amstelveen. Perkins gaat in een flat wonen aan de Van Leijenberghlaan in Amsterdam-Buitenveldert.
Boro doet vanwege financiële problemen maar zes races mee. De hoogste notering is een achtste plaats tijdens de Grand Prix van België, op het circuit van Zolder. Nog voor de start van de Nederlandse Grand Prix van 1976 staakt HB de sponsoring. De wagen doet daarna nog wel mee tijdens de Italiaanse Grand Prix in Monza.
In 1977 jaar zette het team een eigen chassis in, de Boro 001. Deze werd bestuurd door Brian Henton. In feite gaat het hier om een licht gemodificeerde N175 van het jaar ervoor, die in het zwart was gespoten. De broers Hoogenboom stellen de wagen en gereedschappen aan Henton beschikbaar, in ruil voor sponsoring op de auto. Henton weet zich er echter niet mee te kwalificeren.
Na de Italiaanse Grand Prix krijgen de broers ruzie met Henton, die ze ervan beschuldigen het chassis te willen stelen. De Hoogenbooms verkopen daarna de hele boedel aan de Nederlands/Chinese zakenman Teddy Yip .
In totaal deed Boro mee aan 8 Grands Prix tussen 1976 and 1977, waaronder zes starts, en scoorde geen punten.
De auto uit '76 werd hierna in 1978 en 1979 nog gebruikt in de Britse Aurora Formule 1 serie, totdat de auto crashte. De oude N175 werd recentelijk nog gebruikt in de Thoroughbred Grand Prix-series onder de naam Ensign.
HB stapt later nog in de sponsoring van de zeil- en wielersport en heeft een jaar zelfs een eigen wielerteam in Nederland. Eind jaren negentig is een HB Kartteam opgericht door de broers, die daarmee hun kleinzoon Rody Pot steunen.
Boro was hiermee de eerste Nederlandse F1 constucteur. Tussen 1958 en 1964 was er nog het team Ecurie Maarsbergen van Carel Godin de Beaufort, dit was echter geen zelfgebouwd chassis, maar een Porsche. In het seizoen 2007 is het Spyker F1-team actief, onder meer met Christijan Albers, en is hiermee het tweede Nederlandse F1-team dat officieel met een eigen chassis rijdt en zich dus constructeur mag noemen.